# Nichiren Daishōnin
Nichiren (jap. 日蓮 Nichiren; ur. 16 lutego 1222, zm. 13 października 1282) – japoński mnich, reformator buddyzmu, myśliciel.

Nichiren pragnął udostępnić naukę mahajany i otworzyć drogę do oświecenia szerszym kręgom wyznawców. Wierzył, że esencję buddyzmu zawiera Sutra Lotosu. Jego pochodzenie było jedną z przyczyn jego niechęci do innych odłamów buddyzmu, które cechował elitaryzm, zwłaszcza nurtu religijno-filozoficznego zen i tendai. Popierał dążenie do zamknięcia tych ruchów, których działalność uznawał za heretycką, twierdząc, że klęski, jakich doznawała w tym czasie Japonia (m.in. inwazja mongolska pod wodzą Kubilaj-chana) są skutkiem niepodążania drogą wskazaną w Sutrze Lotosu. Jego doktryna przyznawała pewne znaczenie zarówno pismom buddyjskim, jak i wierzeniom ludowym i sintoistycznym, w przeciwieństwie do amidyzmu, który był czysto buddyjski.
Napisał wiele dzieł, m.in. Go-honzon (jap. 御本尊 prawdziwy obiekt czci), służący obserwacji własnego umysłu. W swoich pismach Nichiren twierdził, że powodem jego pojawienia się na świecie („powołaniem”), było napisanie Go-honzon, który faktycznie stanowi obiekt czci w szkole nichirenistycznej. Ustanowił on także inwokację Namu Myōhō Renge Kyō („Chwała Sutrze Lotosu!”), uniwersalną praktykę mającą prowadzić do osiągnięcia oświecenia. 

## Młodość
Nichiren przyszedł na świat w roku 1222 w ubogiej rodzinie, w niewielkiej wiosce rybackiej Kominato, w ówczesnej prowincji Awa (obecnej prefekturze Chiba), na południowo-wschodnim wybrzeżu Japonii. Jego ojcem był Mikuni-no-Tayu Shigetada, a matką Umegiku-nyo. W dniu urodzin został nazwany Zennichimaro (善日麿), co w wolnym tłumaczeniu oznacza "Wspaniałe Słońce".
W wieku 11 lat rozpoczął naukę buddyzmu w pobliskiej świątyni sekty Tendai Seichō-ji (inaczej Kiyosumi-dera). W wieku 16 lat uroczyście wstąpił w wiek dorosły, otrzymując imię Zeshō-bō Renchō. Wkrótce potem opuścił Seichō-ji i wyruszył do Kamakury, by tam pobierać nauki, a kilka lat później przeniósł się na zachód, do obszaru Kioto-Nara, gdzie mieścił się główny ośrodek buddyzmu w Japonii. W owym czasie sprecyzował swoje poglądy i gdy w 1253 roku powrócił do Seichō-ji, rozpoczął nauczanie.

## Nauczanie
Będąc nie tylko reformatorem, ale także prorokiem, w swojej działalności łączył gwałtowność z łagodnością: nieprzejednaną wrogość – w stosunku do wrogów jego nauki i do warstwy możnych, dobroć i wyrozumiałość – w stosunku do biednych i chłopów, z którymi się utożsamiał. Został wygnany z góry Hiei za zuchwalstwo, z jakim krytykował doktryny sekty Tendai. Zyskał sobie reputację awanturnika, gdyż zwalczał inne sekty nie szczędząc im złośliwości i obelg. Aresztowany i skazany na wygnanie z powodu swoich ataków na bakufu, sformułował swoje poglądy w pięciu punktach:
1. Buddyzm opiera się na wyłącznym autorytecie „Sutry Lotosu Przedziwnego Prawa” (Hokkekyō), która jest summą wszystkich nauk Buddy.
2. Ludzkość może przyswoić sobie nauki Buddy tylko w ich najprostszej formie, a nie w postaci skomplikowanych systemów, a to z uwagi na zdolność pojmowania prostych ludzi, którzy mają być nauczani.
3. W obecnych czasach „schyłku prawa” (mappō), jedynie „Sutra Lotosu” może dać wszystkim zbawienie.
4. Religia powinna być głoszona w Japonii, będącej krajem, w którym prawdziwy buddyzm musi zwyciężyć, to znaczy ten, który on głosił.
5. Pozostałe systemy spełniły już swoje posłannictwo, torując drogę dla doskonałej Prawdy.
Po powrocie z wygnania w 1263 roku, Nichiren pozyskał dla swoich idei licznych zwolenników i stał się jeszcze bardziej nieprzejednany wobec innych sekt buddyjskich. Jego działania sprowadziły na niego prześladowania. Podobno przepowiedział najazdy mongolskie jako karę dla Japonii za odrzucenie jego nauk. Władze, biorąc go za spiskowca, skazały go w 1271 roku na śmierć. Wyrok nie został jednak wykonany, a dokładne powody są nieznane. Według legendy, Nichirena uratował cud. Mianowicie, w chwili, gdy kat zamachnął się mieczem, nagły grzmot wstrząsnął ziemią, niebo zapłonęło, a z chmur spadła ognista kula, która połamała wzniesiony miecz i obezwładniła kata, który runął na ziemię. To niezwykłe zjawisko wzięto za znak gniewu boskiego i wysłano gońca do Kamakury (siedziby bakufu), aby oznajmił ów cud. W drodze spotkał on innego posłańca, wiozącego akt ułaskawienia od regenta Tokimune Hōjō, który nocą doświadczył snu, nakazującego mu oszczędzić proroka. Jakkolwiek jest to tylko legenda, faktem pozostaje ułaskawienie Nichirena.
Choć wyrok śmierci cofnięto, Nichiren został wygnany na wyspę Sado. Spędził tam trzy lata w odosobnieniu, co wzmocniło jego przekonania. Zaczął uważać siebie za kogoś na kształt „wybrańca”. Niemniej jednak, wróciwszy z wygnania uzyskał przebaczenie. Osiadł na zboczach góry Fuji w 1274 roku i resztę życia poświęcił na organizowanie wspólnoty wiernych i krzewieniu wiary w Sutrę Lotosu. Jego nauki zyskały ogromną popularność, głównie wśród samurajów i chłopów. Uczniowie Nichirena także po jego śmierci intensywnie głosili nauki swojego mistrza, wędrując po całym kraju i zatrzymując się w miastach, na rogach ulic i wszędzie, gdzie tylko gromadzili się ludzie, często zakłócając obrzędy odprawiane w świątyniach innych sekt. Ich nieprzejednane stanowisko z czasem zmusiło amidystów do przybrania postawy równie wojowniczej, co stało się źródłem wielu zamieszek w XV i XVI wieku.

## Tytuły pośmiertne

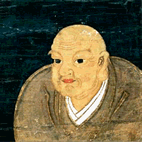
Nichiren

Nichiren, zgodnie z buddyjskim obyczajem, otrzymał po śmierci imiona i tytuły honorowe, wyrażające szacunek wobec jego dokonań i pokazujące jego wysoką pozycję w japońskim buddyzmie. Należą do nich: 
- Nichiren Shōnin (日蓮聖人) „Święty Nichiren”;
- Nichiren Daishōnin (日蓮大聖人) „Wielki Święty Nichiren”;
- Nichiren Daibosatsu (日蓮大菩薩) „Wielki Bodhisattwa Nichiren” (tytuł nadany przez cesarza w 1358 r.);
- Risshō Daishi (立正大師) „Wielki Nauczyciel Risshō” (tytuł nadany przez cesarza w 1922 r.).